# Sébastien Vrancx
Sebastiaen (Sebastiaan en néerlandais moderne ; Sébastien en français) Vrancx, Vranckx ou Franck est né à Anvers, pendant le soulèvement contre l'autorité espagnole (entre 1559 et 1579), y est baptisé le 22 janvier 1573, et y meurt le 20 mai 1647,. Il est le premier peintre des Pays-Bas méridionaux à s'être spécialisé dans les représentations de pillages, d'embuscades et de batailles, et est considéré comme le précurseur de ce genre.

## Biographie
Le fils de Jan Vrancx et de Barbara Coutereau, fut baptisé dans l’église Saint-Jacques d’Anvers. Selon Carel van Mander, dans son Schilder-boeck, il fut un apprenti d'Adam van Noort,,, qui comptait parmi ses élèves des peintres aussi illustres que Pierre Paul Rubens, Jacob Jordaens et Hendrick van Balen.
Des représentations de ruines antiques et de bâtiments romains témoignent du voyage d'Italie qu'il avait commencé entre 1595 et 1597, passant par Rome et par Venise, où il fut vraisemblablement en contact avec son compatriote Pozzoserrato,, et Naples,. Vers 1600, il visita le studio du peintre anversois Paul Bril à Rome.
Franc-maître à Anvers en 1600-1601, il était, en 1607, un membre de la guilde de Saint-Luc. En 1610, il était membre de la guilde des romanistes qui le nomma doyen en 1617. Second doyen de la guilde de Saint-Luc d'Anvers en 1611, alors que Joos de Momper était premier doyen, il succéda à ce dernier, étant élu doyen en 1612,,. La même année, il se maria avec Maria Pamphi ou Pampfi (baptisée le 28 février 1576), fille du marchand d'art Bartholomeus Pamphi et belle-sœur du peintre Tobias Verhaecht. Ce dernier devint parrain de sa fille. Il entra dans la garde bourgeoise en 1613 et fut honoré du titre de quartenier (wijckmeester ou maître de district). En 1617, pendant le premier semestre, Vrancx fut trésorier de l'association des secours mutuels. L'année précédente, il avait contribué pour trois florins à la cotisation qui rendit la liberté au jeune Abraham Grapheus, fils du concierge de Saint-Luc. En 1619, il assista à la reconstitution de la chambre de rhétorique des Violieren (La Giroflée), pour laquelle il composa non seulement des poésies et des pièces de théâtre, mais aussi plusieurs tableaux. Il était capitaine de la garde en 1621 et fut réélu capitaine pour un mandat de cinq ans en 1626,,,,.
L’épitaphe de Vrancx nous informe de la mort de sa femme, survenue le 19 avril 1639, et de sa seule fille, Barbara, baptisée le 8 juin 1623, le 19 mai 1639,. Il eut lui-même un fils, nommé Gabriel, admis à la maîtrise en 1620, dont Cornelis de Bie fait l'éloge.
Mort le 20 mai, Vrancx fut enseveli aux Grands Carmes le 22 mai 1647, et son enterrement coûta 8 florins 8 sous.
Comme Rubens, il était membre de la confrérie de Saint-Pierre et Saint-Paul. Il aurait été extrêmement populaire dans sa ville natale.

## Œuvre

### Peintre

#### 1600-1602: l'influence de la Renaissance et du voyage d'Italie

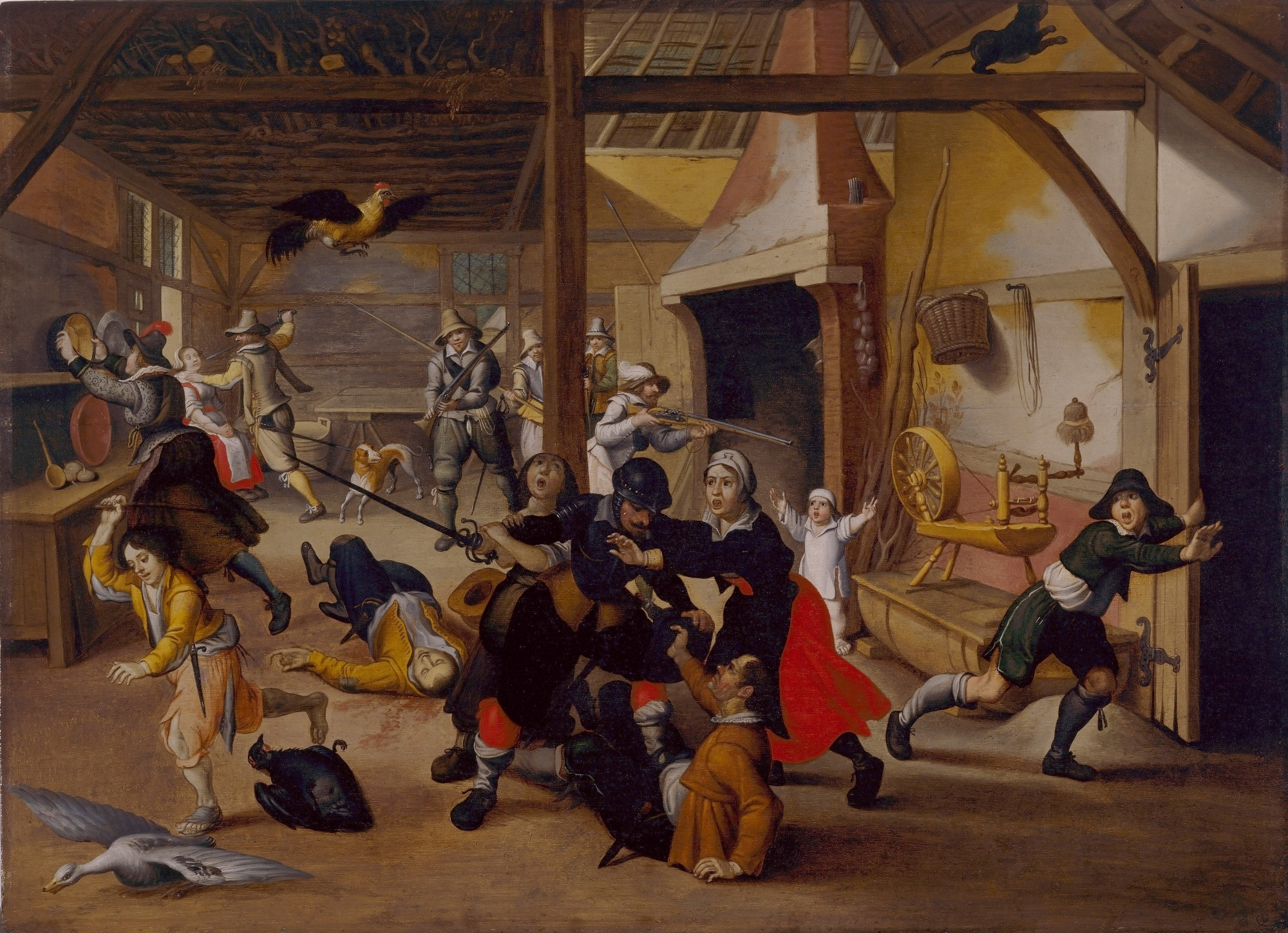
Sébastien Vrancx, Soldats pillant une ferme, vers 1600, Deutsches Historisches Museum, Berlin.

Les premiers dessins que l'on connaît de lui trahissent l'influence des volutes décoratives d'un Cornelis Floris de Vriendt ou d'un Cornelis Bos,, alors que les esquisses faites pendant son séjour italien présentent quelque affinité avec les œuvres de début de Paul Bril, qui résidait à Rome à cette époque, et de Jan Brueghel l'Ancien. En outre, ses œuvres montrent l'influence des peintres italiens contemporains et de Pieter Brueghel l'Ancien,. Propres aux œuvres de cette période sont les figures gesticulantes et les arbres imposants ; Vrancx gardera pendant toute sa carrière ce goût du détail anecdotique et celui des personnages aux vêtements bigarrés, insérés dans des paysages classiques et décoratifs.

#### 1602-1620: la période des fêtes galantes

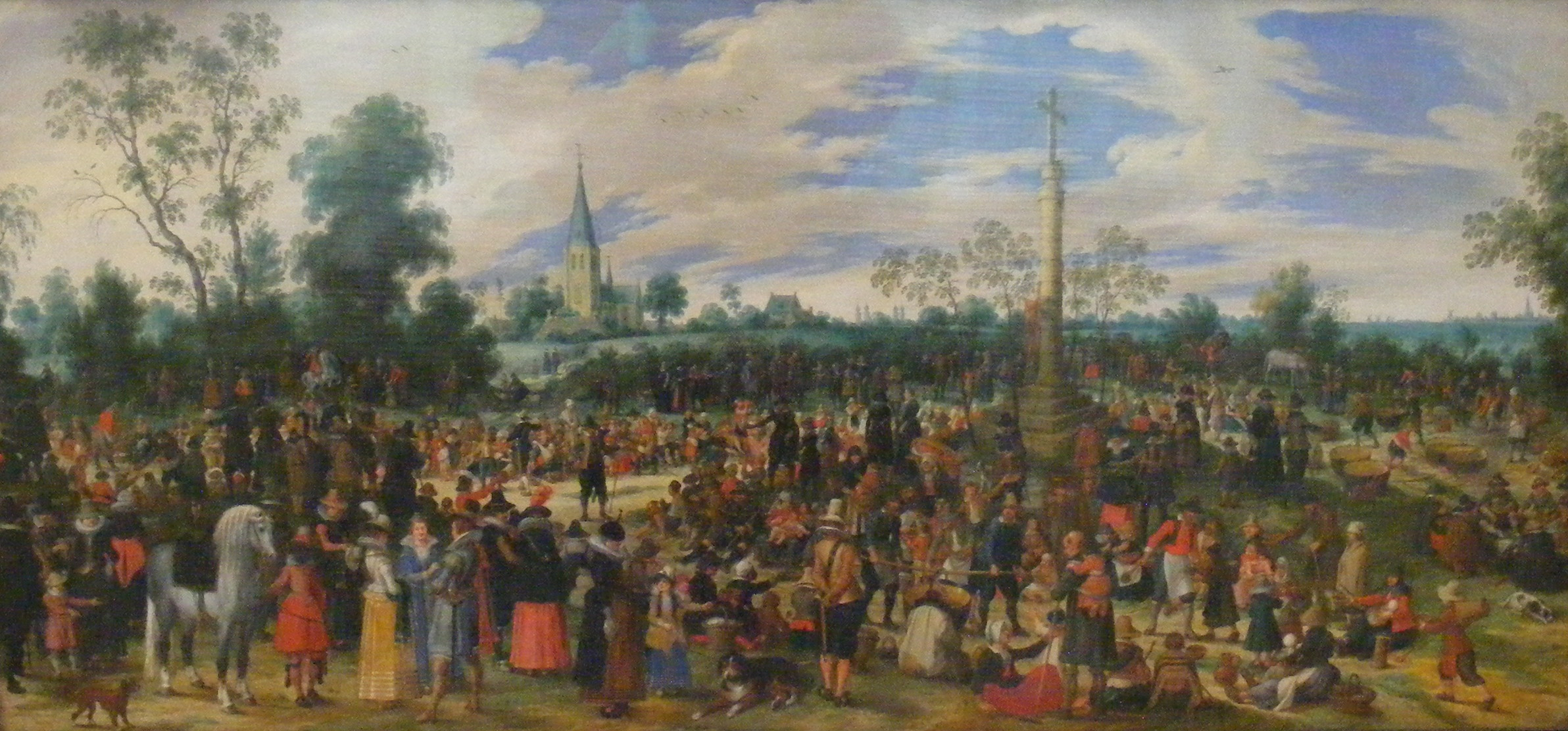
Sébastien Vrancx, Pèlerins près d'une ville, Alte Pinakothek, Munich.

Sous l'influence de son voyage en Italie, il réalise, vers 1602-1611, ses premiers tableaux du type dit fête galante : des figures élégantes, ayant parfois trait au carnaval et à la commedia dell'arte, et par conséquent quelquefois masquées, dans un paysage caractérisé par des éléments comme des jardins ou des parcs d'arbres, ou des éléments architecturaux comme des colonnes, des pavillons, des pergolas, des palais, des statues et des fontaines. Ces compositions étaient en général dessinées dans des formats horizontaux et bien délignées depuis un point de vue à vol d'oiseau. Ce sont de vrais tableaux de genre, représentant des gens en société dans des paysages de parc, des scènes populaires en plein air, des marchés, etc. Souvent, ses éléments font partie de représentations d'histoires bibliques ainsi que des allégories religieuses ou de paysages avec ruines romaines. Parfois, il peint des kermesses et des intérieurs d’églises.
Caractéristique de la phase mature de sa carrière artistique (1611-1625) est le raffinement stylistique qu'il atteint, se distinguant par la précision avec laquelle il réalise les formes et la plus grande maîtrise avec laquelle il représente l'espace où il insère de nombreux personnages disposés en groupes plus complexes. Van Mander a déjà fait remarquer qu'il était très habile dans la peinture de paysage, de chevaux et de statues.

#### 1620-1647: la période des combats et des batailles

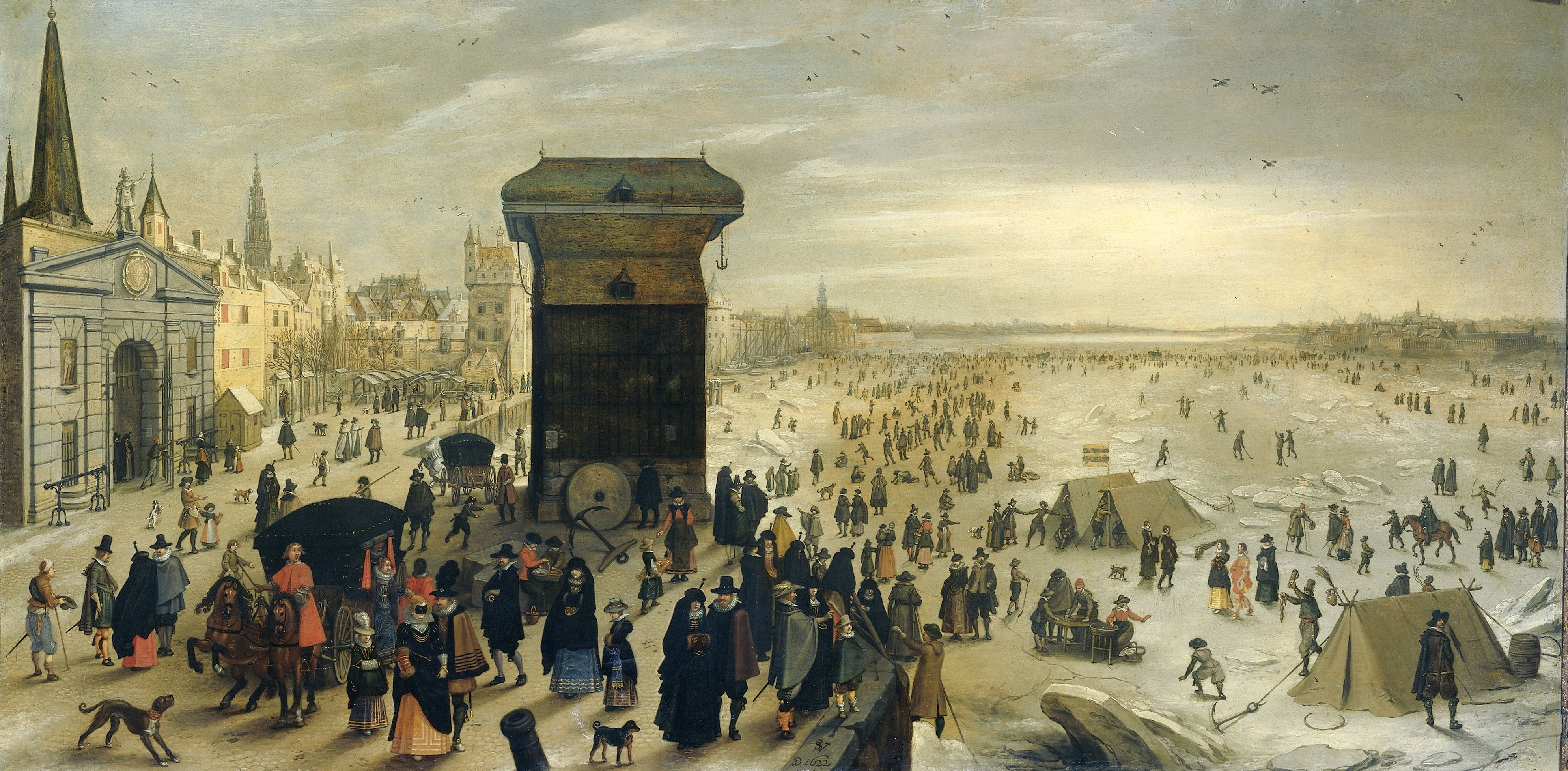
Sébastien Vrancx, Vue de la Tête de grue d'Anvers en hiver, 1622, Rijksmuseum, Amsterdam.

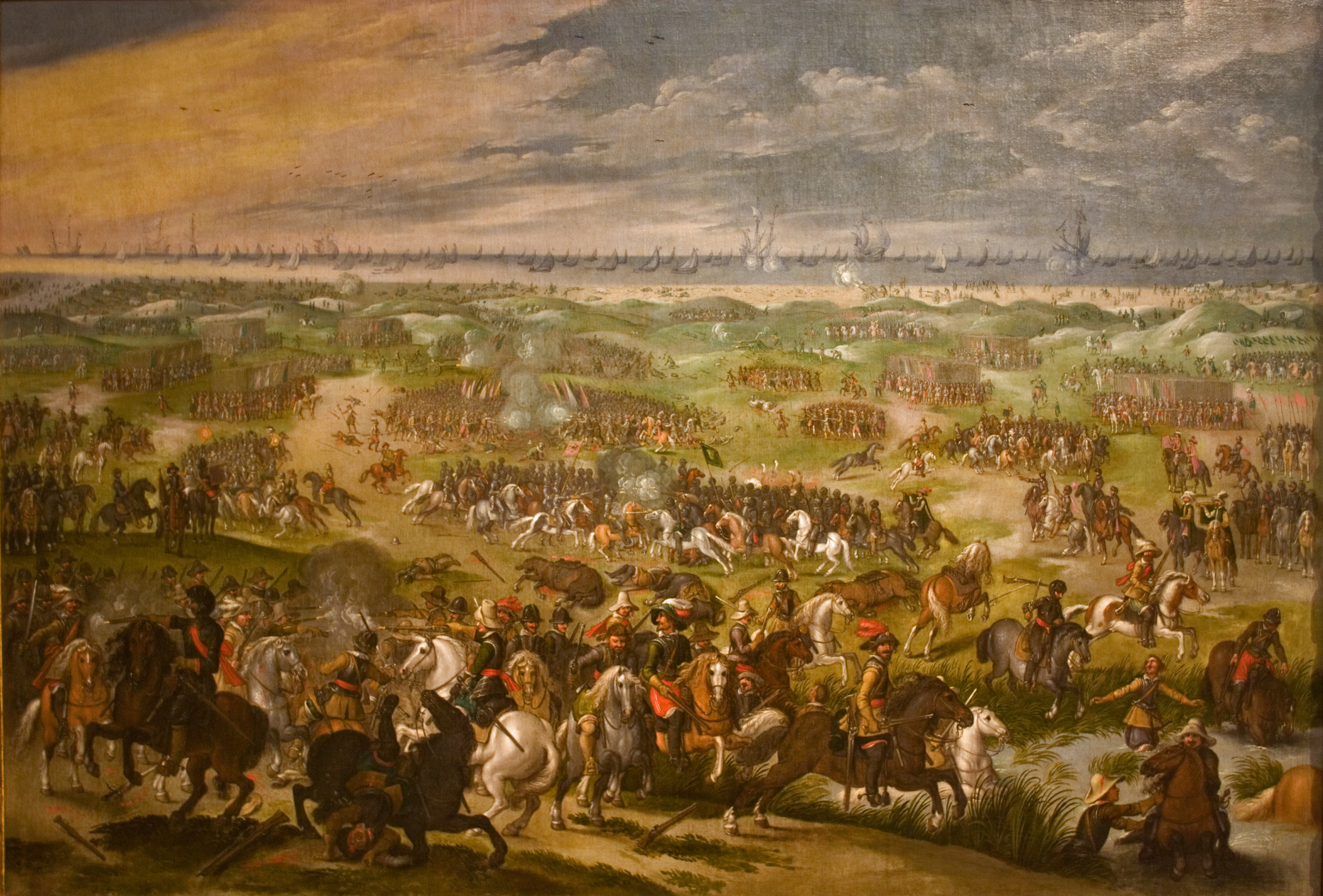
Sébastien Vrancx, Scène de bataille, vers 1640, Musée des beaux-arts de Séville.

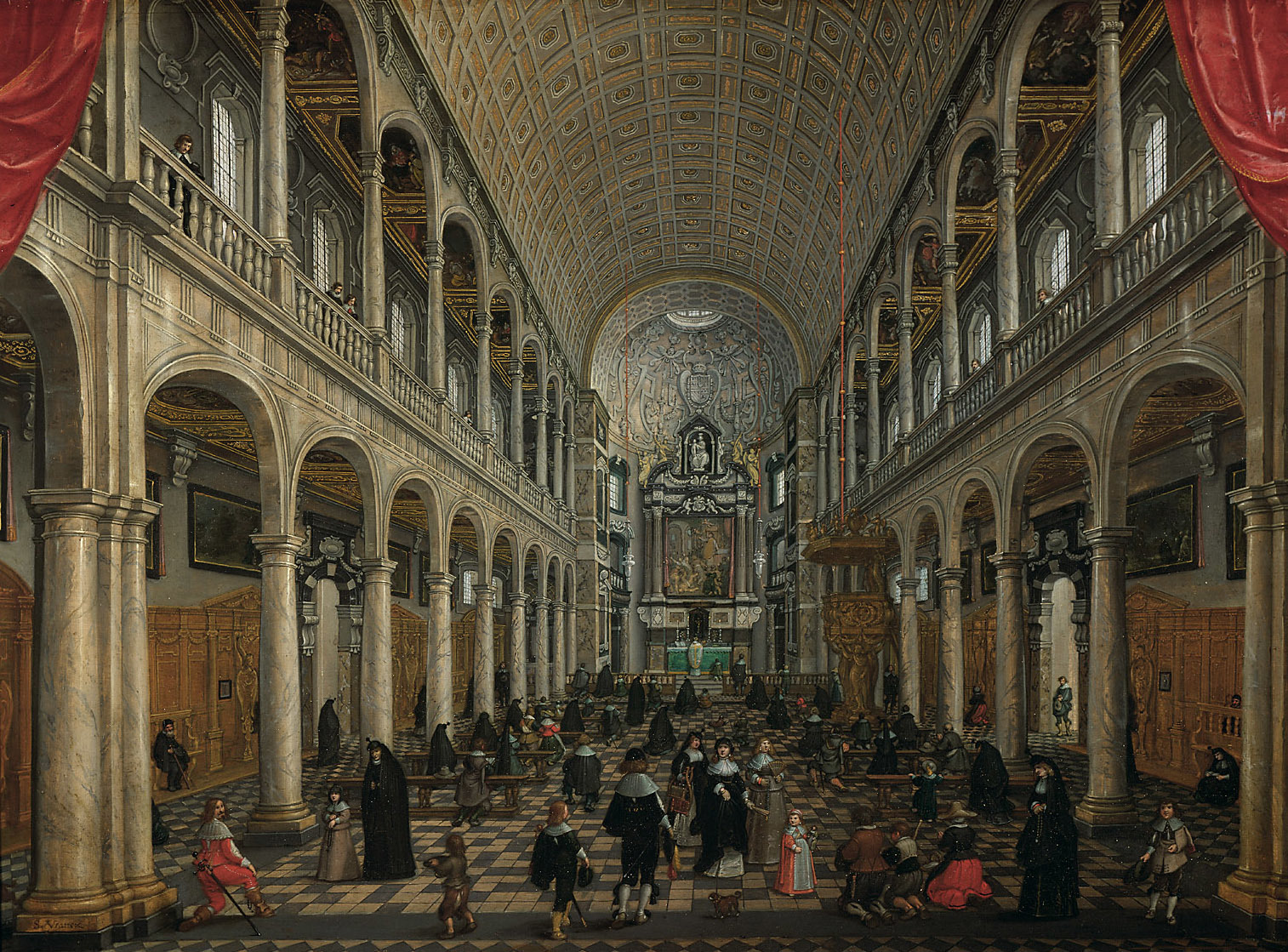
Sébastien Vrancx, Vue intérieure de l'église jésuite d'Anvers, 1630, Kunsthistorisches Museum, Vienne.

Avant tout, Vrancx doit sa renommée aux nombreuses représentations de batailles et, indubitablement, il est l'inventeur de la peinture de bataille aux Pays-Bas et le fondateur du genre militaire aux Pays-Bas méridionaux,,. Sa spécialité était la représentation de combats de cavaliers, les attaques de convoi ou les sacs de villages. Ces représentations de combats se seraient fondées sur des expériences personnelles, étant donné que Vrancx a embrassé une carrière militaire,. C'est vers 1620 qu'il commence à peindre des cavaliers de façon plus raffinée, rendant leur aspect plus noble, alors qu'il laisse les arbres moins détaillés. Dans les deux dernières décennies de sa vie (vers 1625 à 1647), Vrancx met l'accent principalement sur la représentation du paysage.
Les sujets de ce genre, trouvés dans la vie militaire, ont été repris en d'innombrables variations. Chez ce peintre, on ne trouve jamais des formations militaires compactes ; propre à son style est plutôt la répartition dans l'espace d'assez grands personnages. Les personnages représentés dans les tableaux de Vrancx suivent le stéréotype idéal de la peinture flamande : les corps des personnages sont un peu trapus, et les visages peu individualisés expriment avant tout la brutalité et la peur des combattants. Vrancx porte beaucoup d'attention aux costumes et à l’armement de ses figures, conformes à la technique de combat de son époque. Ses compositions ne se caractérisent pas par un dynamisme global ; plutôt, il divise le tableau en différentes scènes anecdotiques, qui, ensemble, constituent l'événement. Les petites scènes sont encadrées de groupes d'arbres. Lorsque Vrancx travaille en collaboration avec Jan Brueghel l'Ancien, ce dernier s'occupe des paysages, alors que Vrancx réalise les personnages.
Sa distribution des couleurs et une manière de composer encore très narrative (fourmillement des figures) révèlent un artiste influencé par l'art du siècle précédent. Sébastien Vrancx emploie les teintes avec sobriété, soumettant l'ensemble aux dominantes rouge et brun sombre.
Le style de Vrancx a été imité et développé par son élève Peeter Snayers ; marchant sur les traces de son maître dans le genre militaire, ce dernier est devenu, de surcroît, un spécialiste d'images topographiques et analytiques de combats.
Bien que spécialisé avant tout dans les paysages et les scènes de bataille de petit format, Vranckx était également un peintre d’intérieurs architecturaux dans la manière de Pieter Neeffs l'Ancien.
Au Musée des Beaux-Arts de Beaune sont conservés trois tableaux représentant la Ligue des Gueux :
- Escarmouche (40 × 61 cm)
- Le Combat (40 × 61 cm)
- La Halte (40 × 61 cm)

Ces trois tableaux représentent des scènes de combat ou de pillage perpétués dans la campagne par l'armée d'occupation espagnole. Ce sont des huiles sur cuivre, technique qui reste très rare.

### Notoriété

#### Amitiés et collaboration avec d'autres peintres

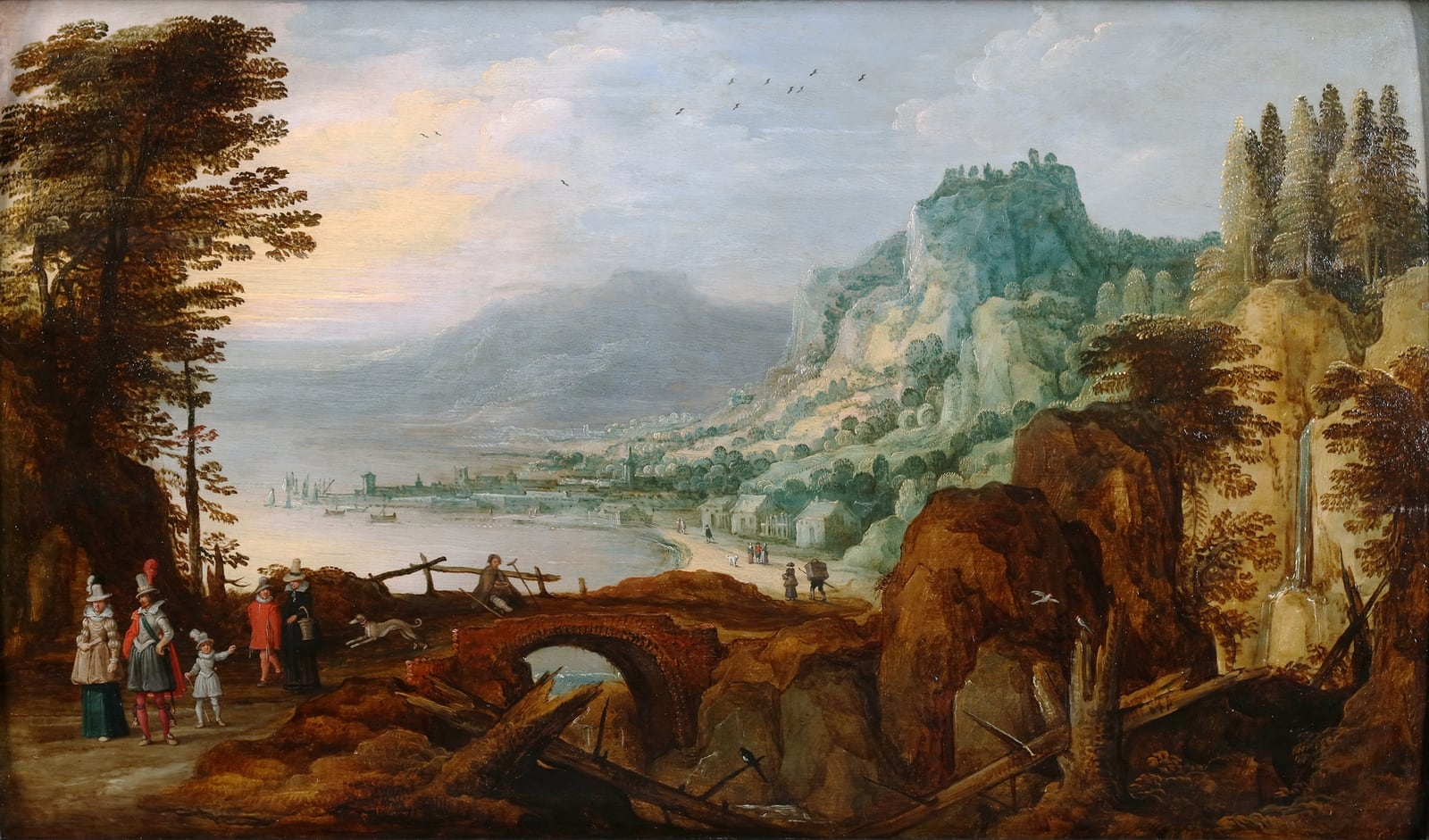
Paysage étendu avec figures nobles, collaboration entre Joos de Momper & Sebastiaen Vrancx

Vrancx s’était lié d’amitié avec des peintres contemporains comme Jan Brueghel l'Ancien, Hendrick van Balen l'Ancien et Frans II Francken,.
Il collabora aux tableaux de Jan Brueghel l'Ancien, Jan Brueghel le Jeune, Joos de Momper, les peintres de la famille Neeffs, Tobias Verhaecht, Alexander Keirinckx, Jan van Balen, Frans II Francken et David Vinckboons, peignant des figures dans leurs tableaux. Pour réaliser les paysages de ses propres tableaux, il ne semble pas avoir eu recours à d'autres peintres.

#### Notoriété auprès de ses contemporains
Nous avons déjà cité le passage de Van Mander, où il déclare que Vrancx peignait très bien la campagne, les chevaux et les personnages. De Bie ne lui marchande pas les louanges :

« Ma plume, dit-il, pourra-t-elle gouverner son bec assez longtemps pour faire aussi l'éloge de Sébastien Vrancx, pour raconter d'abord que, d'une touche sûre et délicate, il sait peindre la foule des combattants et les luttes guerrières, puis, avec la même adresse, le paysage et les figures, où, de son vivant, il ne le cédait à personne? »

Houbraken le traite fort bien, dans la page qu'il lui a consacrée : 
« Mon beau-père, Jacques Sasbout Soubourg, possédait autrefois deux paysages de sa main, étoffés de jolies figures et peints sur cuivre, qui m'ont toujours plu merveilleusement.  L'un retraçait la vengeance du prophète que les enfants de Bethel avaient appelé tête-chauve ; le digne homme, pour punir une si faible injure, les fit dévorer par des ours.  Le second tableau représentait une scène du Nouveau Testament, et les personnages, dessinés d'une main ferme, étaient librement drapés. »

#### Élèves et disciples
Il est le maître de Michel de Custer et de Peeter Snayers, qui collabora avec lui. Ce dernier imitait et développait le style de son maître dans le genre militaire et devint également le spécialiste d'images topographiques et analytiques de combats.
Parmi ses disciples, on compte Pieter Meulener, Jacques van der Wijhen et Adam François van der Meulen, élève de Peeter Snayers, aux Pays-Bas méridionaux ; aux Pays-Bas septentrionaux, son influence apparaît dans les œuvres d'un Esaias van de Velde ou d'un Pauwels van Hillegaert,.

#### Diffusion de l'œuvre

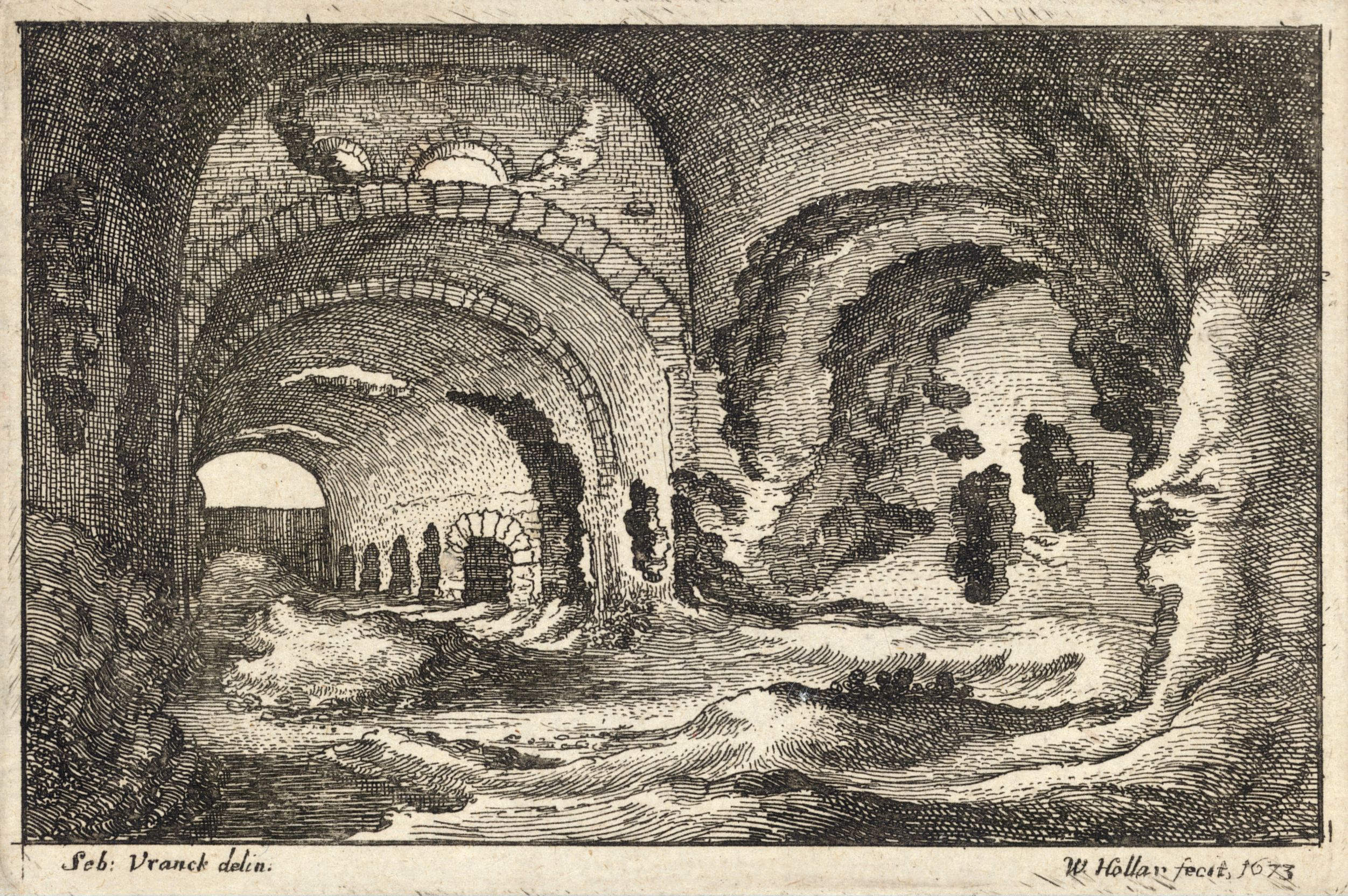
Wenceslas Hollar, eau-forte d'après Sébastien Vrancx, Colisée, 1673 (exemplaire de la collection de l'université de Toronto).

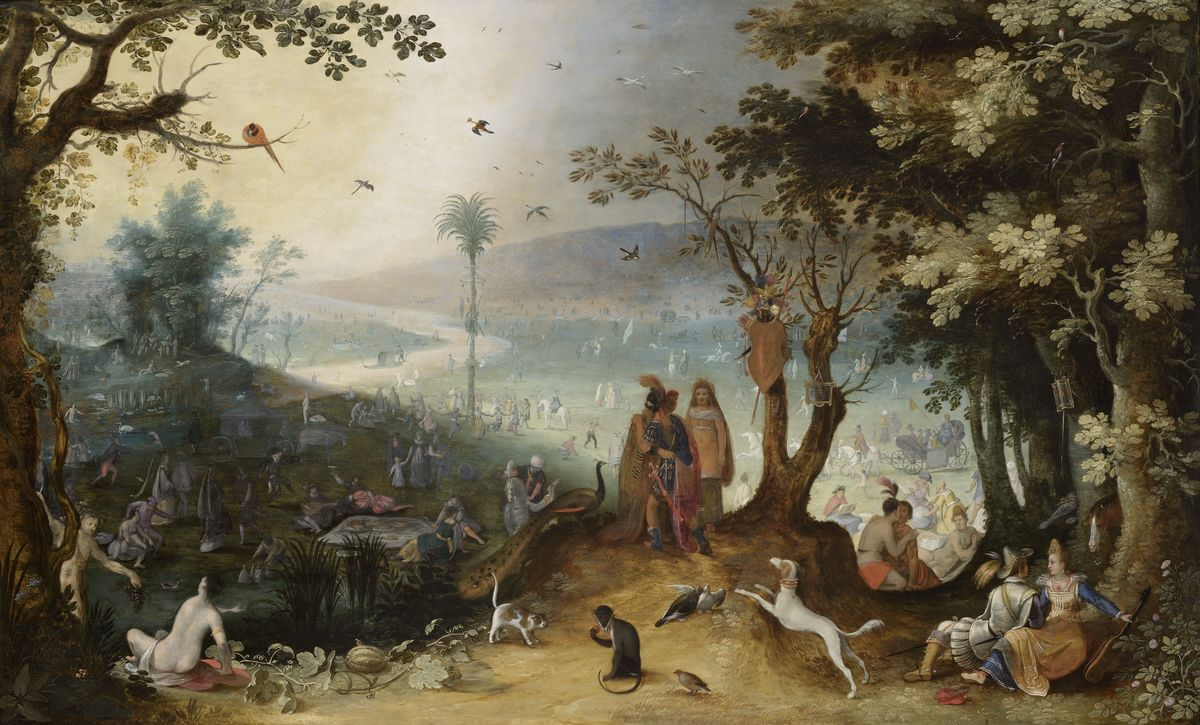
Énée retrouvant son père aux Champs Élysées, musée des beaux-arts de Lyon.

##### Gravures
Ses œuvres ont souvent été copiées et reproduites en gravures par des artistes tels que Cornelius Galle l'Ancien, Wenceslas Hollar, Pieter de Jode l'Ancien, Jakob Matham, Matthäus Merian, Michiel Snyders, Philippe Thomassin, qui ont ainsi multiplié et rendu populaire ses compositions.
Ainsi, à partir des Pays-Bas espagnols, ses sujets se sont répandus aux Provinces-Unies, en Italie et à travers l'Allemagne.

##### Collectionneurs et collections
Parmi ceux qui sont considérés comme ses mécènes et collectionneurs, on trouve des personnalités aussi importantes que le roi Christian IV de Danemark.
De cet artiste fécond, les musées et collections particulières possèdent de nombreux tableaux, généralement monogrammés et quelquefois datés, s'échelonnant entre 1600 et 1633. Vrancx a représenté les sujets les plus divers : épisodes bibliques ou historiques, illustrations des saisons et des mois, scènes de la vie de société (Les Jardins de la villa Médicis, 1615, musée Capodimonte de Naples, ou la Vue de la Tête de grue d'Anvers en hiver, 1622, Rijksmuseum). Mais, avant tout, il était le premier peintre de batailles du XVIIe siècle, celui des escarmouches, des pillages et des rixes : Pillage d'un village (musée du Louvre), Sac d'un village (Rome, Galleria Spada), Attaques de diligence ou de convoi (musées de Brunswick, d'Anvers, de Munich, du château de Windsor), Combats de cavaliers (musées de Gotha, de Brunswick, de Munich), Sièges de villes traités à vol d'oiseau (musée de Gotha ; collection du baron Houtart à Bruxelles).

### Rhétoricien
La chambre de rhétorique des Violieren, comme toutes les autres sociétés littéraires de ce type, supprimée par le gouvernement espagnol vers 1585, ne fut rétablie qu'en 1619, résurrection à laquelle Vrancx prit une grande part. En tête du nouveau registre, il écrivit de sa propre main un sonnet, puis une préface très savante, où il fait connaître l'origine, les développements, la suppression et la restauration de la société, et où il donne la chronologie de son histoire.
| Sonnet en guise de préface au nouveau registre de la chambre de rhétorique des Violieren reconstituée en 1619 : | |
| Version originale : | Traduction française en prose : |
| In dit bequaemich boeck o! lezer suldy vinden Wie dat de Helden syn die 't Redenryck geslaght En d'oude Violier in staet hebben gebracht, Naar dat den wreeden Mars haar meende te verslinden. Oock hoe Princelyk elck Prins, die d'Edel konst beminden, Zyn Prinsdom heeft vereert met prysen weert ghe-acht En d' wat voor Dekens vroet, hebben met eer getracht De welvaert van haer Guld’ en d' Blom die sy bedinden. Gy vind ook wat de Liefd in een reght minnaer gheeft, Wie eenig schoon Sieraet, oft Cleedt, geschonken heeft, Als med' die lofbaer doet, betoont hebben door Consten; Den tyd van haer verhef; de Wetten en den Eedt, Den vrydom wer' vernieuwt, die vindy hier gereedt, Om als trouw' Gulde-broers te zyn versaemt wt Jonsten. De Deucht gaet zonder vrees. s. Vrancx. | « Ce livre commode t'apprendra, ô lecteur, quels braves gens ont ramené la famille des rhétoriciens dans la vieille compagnie de la Giroflée, après que le terrible Mars avait cru l'anéantir; comment chaque prince, aimant les nobles travaux de l'art, a princièrement honoré son titre en leur offrant de dignes récompenses, et quels sages doyens se sont évertués consciencieusement pour la prospérité de la guilde et de la fleur auxquelles ils s'étaient dévoués. Tu y verras aussi ce que l'enthousiasme inspire à un homme vraiment épris, comment quelques-uns ont donné de beaux ornements, ou des costumes, ou prouvé leur mérite par de louables ouvrages; tu sauras en outre l'époque de leur nomination, les statuts de la compagnie, le serment qu'on y prête, les immunités qu'on lui a rendues, pour que les confrères puissent être franchement unis par l'amitié. La loyauté marche sans crainte. S. Vrancx. » |

Le sonnet se conclut par la devise de son auteur : De Deucht gaet zonder vrees (« La vertu marche sans crainte »),,.
En 1618, la guilde de Saint-Luc prit part à un concours, ouvert par la chambre de rhétorique De Olijftak (Le Rameau d'olivier), et y remporta le prix de peinture. Cette distinction fut décernée à un blason exécuté par Hendrick van Balen l'Ancien, avec ses collaborateurs Frans II Francken, Sébastien Vrancx et Jan Brueghel l'Ancien.

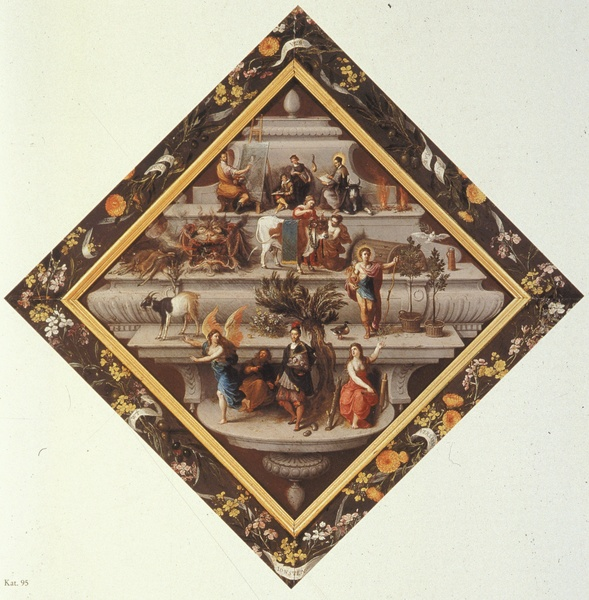
Poème sous forme de rébus sur un blason (Musée royal des beaux-arts d'Anvers), peint pour De Violieren par quatre membres, les peintres Hendrick van Balen, Jan Brueghel l'Ancien, Frans II Francken et Sébastien Vrancx, en 1618 ; ce tableau leur a valu d'obtenir le premier prix au concours organisé par une chambre concurrente, De Olijftak.

Des occupations de Vrancx au sein de la chambre de rhétorique De Violieren témoignent en outre les cartouches et cadres qu'il fit, en tant que dessinateur de très bon goût, dans un style de transition entre celui de Vredeman de Vries (Renaissance) et l'art de Rubens (Baroque) : il s'agit de quelques feuilles aquarellées, faites pour le registre des Violieren, dans la collection des archives de l'Académie royale des beaux-arts d'Anvers : l'une est la page de titre du registre, tandis que l'autre encadre un des écus emblématiques dont les chambres de rhétorique se délectaient et pour lesquels ils distribuaient des prix lors des concours littéraires et dramatiques (« landjuwelen »). En tant que poète, Vrancx mit en vers, en quatre lignes, la solution du rébus représenté sur ce blason.
En sa qualité de facteur de la chambre de rhétorique De Violieren,, il produisit, pour celle-ci, en tout 14 pièces, qui n'ont toutefois été ni imprimées ni conservées :
- Den belovenden Tyd (Le Temps prometteur) ;
- Weygen Diel en Willich Clerken (Weygen Diel et le Clerc serviable), comédie ;
- Herderse gelogie (Églogue pastorale), comédie pastorale ;
- Aminto en Silvia (Aminte et Sylvie), tragi-comédie pastorale ;
- Trou beloon (La Fidélité récompensée), tragi-comédie ;
- Het misbruyck van Goet oft Geldt, uytgebeelt by eenen Vrecken Jan ende syn Sone (L'Abus des biens et de l'argent, incarné dans un avare, Jean, et son fils), comédie ;
- Den kercker der Liefde (La Prison amoureuse), tragi-comédie ;
- Het ongeregelt Houwelyck (Le Mariage turbulent), comédie ;
- Joncker Pyaf (Le Gentilhomme Pyaf), comédie ;
- Rosette en Graupeer (Rosette et le Grincheux), comédie ;
- Satirs vergelding (La Revanche du satyre), comédie pastorale ;
- Alecto (Alecto), tragédie ;
- Malle Moes (La Sotte), comédie ;
- De vermomde vryagie (L'Amourette déguisée), comédie[2],[45].